# Дроновка (Сафоновський район)
Дроновка (рос. Дроновка) — присілок Сафоновського району Смоленської області Росії. Входить до складу Василівського сільського поселення.
Населення — 12 осіб (2007 рік).